# Brachyrhopala claviventris
Brachyrhopala claviventris är en tvåvingeart som först beskrevs av Walker 1861.  Brachyrhopala claviventris ingår i släktet Brachyrhopala och familjen rovflugor. Inga underarter finns listade i Catalogue of Life.